# Muixeranga El Campello
La Muixeranga El Campello és una muixeranga fundada a juliol de 2016 al municipi valencià de El Campello. Va realitzar la seua primera actuació per les celebracions del 9 d'octubre de 2016 en el mateix municipi. El seu uniforme es compon de camisa negra i pantaló blanc, acompanyats de faixa quadribarrada, única en l'àmbit muixeranguer. Forma part de la Federació Coordinadora de Muixerangues com a colla de 3 alçades, encara que han assolit figures de 4 alçades en diverses ocasions.
Cada juliol des de 2017 durant les festes patronals de la Mare de Déu del Carme celebren La Marxeranga, una trobada de varies colles muixerangueres celebrada a la platja del municipi, acabant amb figures de comiat dins de l'aigua.